# Stylo-gomme
Pour les articles homonymes, voir gomme.

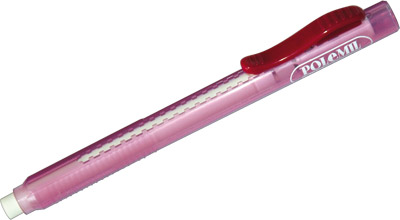
Un stylo gomme

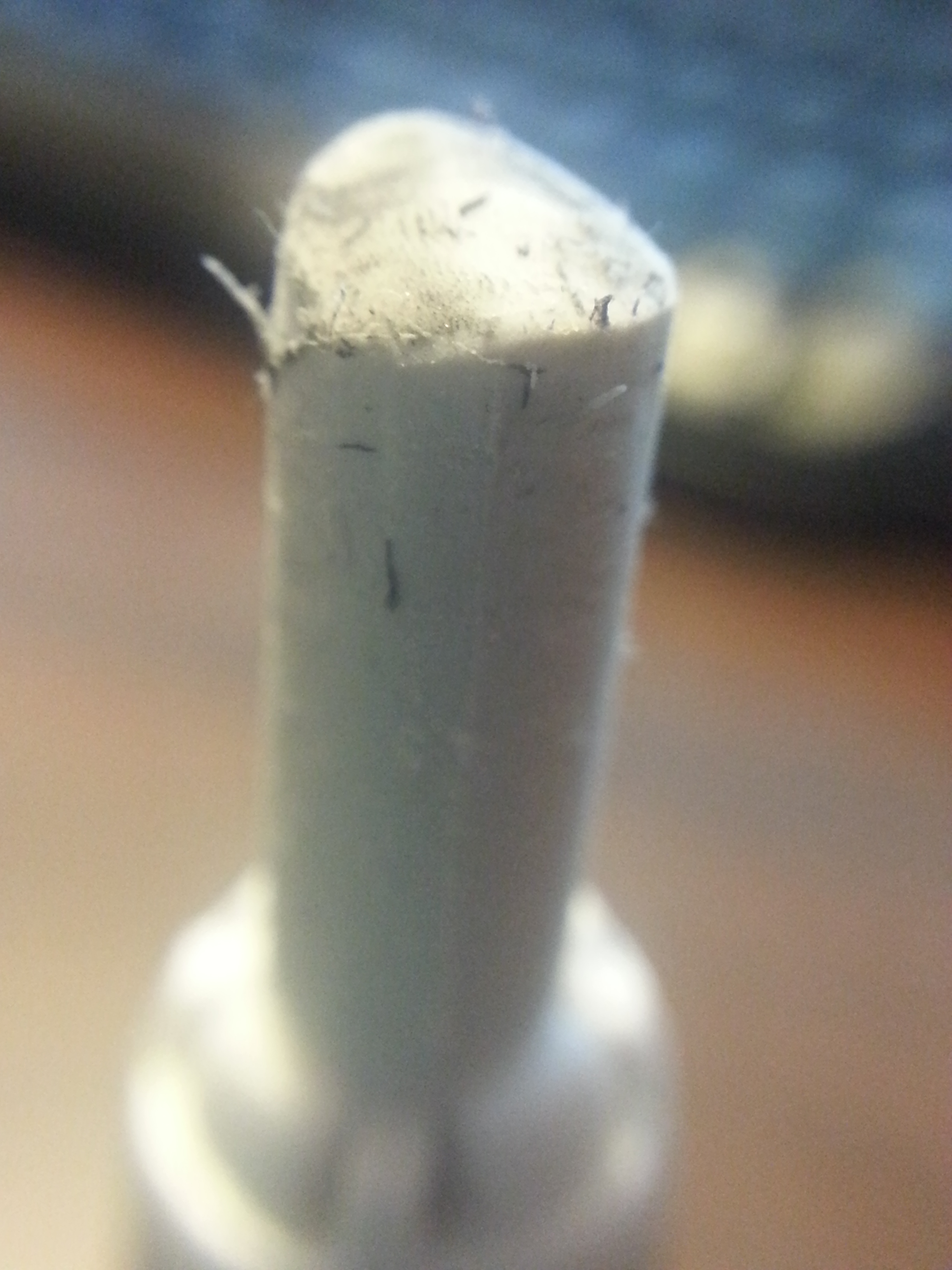
Gros plan sur une gomme d'un stylo-gomme après utilisation

Un stylo-gomme est un stylo, dans lequel est située une gomme à effacer sous forme de tube, à la façon d'une mine dans un porte-mine. Comme dans le cas du porte-mine, un bouton pression sert à faire sortir davantage la gomme, lorsque la tête s'use.

## Description
La largeur de la gomme varie en fonction du type de stylo-gomme. Des gommes de recharge peuvent être achetées séparément du stylo-gomme.
L'avantage principal du stylo-gomme par rapport aux gommes traditionnelle est sa précision. Il est proche en cela de la gomme mie de pain, modelée en pointe, mais est plus ferme que celle-ci. Il est également davantage utilisé pour les crayons secs ou HB, alors que la gomme mie de pain est plus efficace sur les crayons gras. 
En raison de sa précision et de son adaptation aux crayons secs, il est principalement utilisées pour des dessins précis ou techniques comme la bande-dessinée ou le dessin industriel, ou d'autres types de dessins utilisés pour des crayonnés avant encrage.